# Argentina en la Copa Oro Femenina de la Concacaf de 2024
La Copa Oro Femenina de la Concacaf de 2024 se llevó a cabo del 20 al 10 de marzo Argentina fue uno de los 12 participantes.

## Plantel
Entrenador:  Germán Portanova
La plantilla final fue anunciada el 9 de febrero de 2024. Una semana después,Lorena Benítez se retiró y fue reemplazada por Marianela Szymanowski.
| No. | Pos. | Jugadora            | Fecha de nacimiento (edad)         | Apa. | Goles | Club                    |
| --- | ---- | ------------------- | ---------------------------------- | ---- | ----- | ----------------------- |
| 1   | POR  | Vanina Correa       | 14 de agosto de 1983 (40 años)     | 66   | 0     | Rosario Central         |
| 2   | DEF  | Adriana Sachs       | 25 de diciembre de 1993 (30 años)  | 41   | 0     | Racing Club             |
| 3   | DEF  | Eliana Stabile      | 26 de noviembre de 1993 (30 años)  | 61   | 6     | Boca Juniors            |
| 4   | DEF  | Julieta Cruz        | 4 de junio de 1996 (27 años)       | 19   | 1     | Boca Juniors            |
| 5   | MED  | Vanina Preininger   | 26 de septiembre de 1996 (27 años) | 5    | 0     | Boca Juniors            |
| 6   | DEF  | Aldana Cometti      | 3 de marzo de 1996 (27 años)       | 79   | 8     | Madrid CFF              |
| 7   | MED  | Romina Núñez        | 1 de enero de 1994 (30 años)       | 36   | 1     | Real Betis              |
| 8   | MED  | Daiana Falfán       | 14 de octubre de 2000 (23 años)    | 38   | 0     | Granada                 |
| 9   | DEL  | Estefanía Palomar   | 7 de enero de 2003 (21 años)       | 5    | 0     | Boca Juniors            |
| 10  | MED  | Dalila Ippólito     | 24 de marzo de 2002 (21 años)      | 22   | 0     | Pomigliano              |
| 11  | DEL  | Yamila Rodríguez    | 24 de enero de 1998 (26 años)      | 40   | 10    | Palmeiras               |
| 12  | POR  | Laurina Oliveros    | 10 de septiembre de 1993 (30 años) | 15   | 0     | Boca Juniors            |
| 13  | DEF  | Sophia Braun        | 26 de enero de 2000 (24 años)      | 26   | 2     | Kansas City Current     |
| 14  | MED  | Miriam Mayorga      | 20 de noviembre de 1989 (34 años)  | 47   | 0     | Boca Juniors            |
| 15  | MED  | Maricel Pereyra     | 11 de mayo de 2002 (21 años)       | 12   | 0     | San Lorenzo             |
| 16  | MED  | Lorena Benítez      | 3 de diciembre de 1998 (25 años)   | 22   | 0     | Boca Juniors            |
| 17  | MED  | Camila Gómez Ares   | 26 de octubre de 1994 (29 años)    | 13   | 1     | Boca Juniors            |
| 18  | DEF  | Celeste Dos Santos  | 4 de noviembre de 2003 (20 años)   | 1    | 0     | Boca Juniors            |
| 19  | DEL  | Mariana Larroquette | 24 de octubre de 1992 (31 años)    | 79   | 22    | Orlando Pride           |
| 20  | DEL  | Chiara Singarella   | 5 de diciembre de 2003 (20 años)   | 6    | 1     | South Alabama Jaguars   |
| 21  | DEF  | Catalina Roggerone  | 3 de abril de 2003 (20 años)       | 2    | 0     | Bakersfield Roadrunners |
| 22  | DEL  | Nina Nicosia        | 2 de febrero de 2003 (21 años)     | 0    | 0     | Pachuca                 |

## Participación

### Partidos
| Fecha         | Lugar       | Instancia        |           |                      | Resultado |                                    |                      |
| ------------- | ----------- | ---------------- | --------- | -------------------- | --------- | ---------------------------------- | -------------------- |
| 20 de febrero | Carson      | Fase de grupos   | México    | Bandera de México    | 0:0       | Bandera de Argentina               | Argentina            |
| 23 de febrero | Carson      | Fase de grupos   | Argentina | Bandera de Argentina | 0:4 (0:3) | Bandera de Estados Unidos          | Estados Unidos       |
| 26 de febrero | Carson      | Fase de grupos   | Argentina | Bandera de Argentina | 3:0 (1:0) | Bandera de la República Dominicana | República Dominicana |
| 2 de marzo    | Los Ángeles | Cuartos de final | Brasil    | Bandera de Brasil    | 5:1 (2:0) | Bandera de Argentina               | Argentina            |

### Primera fase - Grupo A

#### Posiciones
| Equipo               | Pts | PJ | PG | PE | PP | GF | GC | Dif |
| -------------------- | --- | -- | -- | -- | -- | -- | -- | --- |
| México               | 7   | 3  | 2  | 1  | 0  | 10 | 0  | 10  |
| Estados Unidos       | 6   | 3  | 2  | 0  | 1  | 9  | 2  | 7   |
| Argentina            | 4   | 3  | 1  | 1  | 1  | 3  | 4  | –1  |
| República Dominicana | 0   | 3  | 0  | 0  | 3  | 0  | 16 | −16 |

|  | Clasificados a los cuartos de final.                                 |
|  | Clasificado a los cuartos de final como uno de los mejores terceros. |

#### México vs. Argentina
| 20 de febrero de 2024, 16:30 | México | 0:0              | Argentina | Dignity Health Sports Park, Carson                                        |                                                                           |
|                              |        | Concacaf Reporte |           | Asistencia: 2 521 espectadores Árbitra: Myriam Marcotte VAR: Drew Fischer | Asistencia: 2 521 espectadores Árbitra: Myriam Marcotte VAR: Drew Fischer |

| 21         | Guardameta     | Esthefanny Barreras |     |
| 3          | Defensa        | Karina Rodríguez    | 46' |
| 4          | Defensa        | Rebeca Bernal       |     |
| 14         | Defensa        | Greta Espinoza      |     |
| 5          | Centrocampista | Karen Luna          |     |
| 8          | Centrocampista | Alexia Delgado      |     |
| 16         | Centrocampista | Karla Nieto         |     |
| 7          | Centrocampista | María Sánchez       | 85' |
| 10         | Centrocampista | Stephany Mayor      | 63' |
| 19         | Delantero      | Charlyn Corral      | 63' |
| 11         | Delantero      | Jacqueline Ovalle   |     |
| Entrenador | Entrenador     | Pedro López         |     |

| 12         | Guardameta     | Laurina Oliveros    |     |
| 4          | Defensa        | Julieta Cruz        |     |
| 13         | Defensa        | Sophia Braun        |     |
| 14         | Defensa        | Miriam Mayorga      |     |
| 3          | Defensa        | Eliana Stabile      |     |
| 7          | Centrocampista | Romina Núñez        | 61' |
| 5          | Centrocampista | Vanina Preininger   | 74' |
| 17         | Centrocampista | Camila Gómez Ares   | 84' |
| 20         | Centrocampista | Chiara Singarella   | 61' |
| 11         | Delantero      | Yamila Rodríguez    | 84' |
| 19         | Delantero      | Mariana Larroquette |     |
| Entrenador | Entrenador     | Germán Portanova    |     |

| 13 | Defensa        | Araceli Torres  | 46' |
| 18 | Centrocampista | Jasmine Casárez | 63' |
| 9  | Delantero      | Kiana Palacios  | 63' |
| 22 | Delantero      | Diana Ordóñez   | 85' |

| 6  | Defensa        | Aldana Cometti     | 61' |
| 18 | Defensa        | Celeste Dos Santos | 61' |
| 8  | Centrocampista | Daiana Falfán      | 74' |
| 9  | Delantero      | Estefanía Palomar  | 84' |
| 10 | Centrocampista | Dalila Ippólito    | 84' |

| Amonestado | 40' | Karina Rodríguez |
| Amonestado | 52' | Karla Nieto      |
| Amonestado | 69' | Kiana Palacios   |

| Amonestado | 45' | Romina Núñez |

| Árbitra             | Myriam Marcotte           |
| Árbitras asistentes | Marie-Han Gagnon-Chrétien |
| Árbitras asistentes | Melissa Snedden           |
| Cuarta árbitro      | Carly Shaw-MacLaren       |
| VAR                 | Drew Fischer              |
| Adicional VAR       | Benjamín Pineda           |

| 21         | Guardameta     | Esthefanny Barreras |     |
| 3          | Defensa        | Karina Rodríguez    | 46' |
| 4          | Defensa        | Rebeca Bernal       |     |
| 14         | Defensa        | Greta Espinoza      |     |
| 5          | Centrocampista | Karen Luna          |     |
| 8          | Centrocampista | Alexia Delgado      |     |
| 16         | Centrocampista | Karla Nieto         |     |
| 7          | Centrocampista | María Sánchez       | 85' |
| 10         | Centrocampista | Stephany Mayor      | 63' |
| 19         | Delantero      | Charlyn Corral      | 63' |
| 11         | Delantero      | Jacqueline Ovalle   |     |
| Entrenador | Entrenador     | Pedro López         |     |

| 12         | Guardameta     | Laurina Oliveros    |     |
| 4          | Defensa        | Julieta Cruz        |     |
| 13         | Defensa        | Sophia Braun        |     |
| 14         | Defensa        | Miriam Mayorga      |     |
| 3          | Defensa        | Eliana Stabile      |     |
| 7          | Centrocampista | Romina Núñez        | 61' |
| 5          | Centrocampista | Vanina Preininger   | 74' |
| 17         | Centrocampista | Camila Gómez Ares   | 84' |
| 20         | Centrocampista | Chiara Singarella   | 61' |
| 11         | Delantero      | Yamila Rodríguez    | 84' |
| 19         | Delantero      | Mariana Larroquette |     |
| Entrenador | Entrenador     | Germán Portanova    |     |

| 13 | Defensa        | Araceli Torres  | 46' |
| 18 | Centrocampista | Jasmine Casárez | 63' |
| 9  | Delantero      | Kiana Palacios  | 63' |
| 22 | Delantero      | Diana Ordóñez   | 85' |

| 6  | Defensa        | Aldana Cometti     | 61' |
| 18 | Defensa        | Celeste Dos Santos | 61' |
| 8  | Centrocampista | Daiana Falfán      | 74' |
| 9  | Delantero      | Estefanía Palomar  | 84' |
| 10 | Centrocampista | Dalila Ippólito    | 84' |

| Amonestado | 40' | Karina Rodríguez |
| Amonestado | 52' | Karla Nieto      |
| Amonestado | 69' | Kiana Palacios   |

| Amonestado | 45' | Romina Núñez |

| Árbitra             | Myriam Marcotte           |
| Árbitras asistentes | Marie-Han Gagnon-Chrétien |
| Árbitras asistentes | Melissa Snedden           |
| Cuarta árbitro      | Carly Shaw-MacLaren       |
| VAR                 | Drew Fischer              |
| Adicional VAR       | Benjamín Pineda           |

| Estadísticas      | Bandera de México | Bandera de Argentina |
| Tiros             | 16                | 3                    |
| Tiros a puerta    | 5                 | 1                    |
| Faltas            | 13                | 13                   |
| Saques de esquina | 3                 | 4                    |
| Penaltis          | 1                 | 0                    |
| Fueras de juego   | 1                 | 0                    |
| Posesión de balón | 53%               | 47%                  |

#### Argentina vs. Estados Unidos
| 23 de febrero de 2024, 19:15 | Argentina | 0:4 (0:3)        | Estados Unidos                                | Dignity Health Sports Park, Carson                                              |                                                                                 |
|                              |           | Concacaf Reporte | Shaw 10', 18' · Morgan 19' · Horan 77' (pen.) | Asistencia: 8 315 espectadores Árbitra: Marie-Soleil Beaudoin VAR: Drew Fischer | Asistencia: 8 315 espectadores Árbitra: Marie-Soleil Beaudoin VAR: Drew Fischer |

| 12         | Guardameta     | Laurina Oliveros    |     |
| 4          | Defensa        | Julieta Cruz        | 84' |
| 14         | Defensa        | Miriam Mayorga      |     |
| 13         | Defensa        | Sophia Braun        |     |
| 6          | Defensa        | Aldana Cometti      |     |
| 3          | Defensa        | Eliana Stabile      |     |
| 7          | Centrocampista | Romina Núñez        |     |
| 5          | Centrocampista | Vanina Preininger   |     |
| 17         | Centrocampista | Camila Gómez Ares   | 84' |
| 19         | Centrocampista | Mariana Larroquette | 84' |
| 11         | Delantero      | Yamila Rodríguez    | 36' |
| Entrenador | Entrenador     | Germán Portanova    |     |

| 18          | Guardameta     | Casey Murphy    |     |
| 20          | Defensa        | Casey Krueger   | 61' |
| 4           | Defensa        | Naomi Girma     |     |
| 12          | Defensa        | Tierna Davidson |     |
| 19          | Defensa        | Crystal Dunn    | 61' |
| 10          | Centrocampista | Lindsey Horan   |     |
| 15          | Centrocampista | Korbin Albert   | 46' |
| 8           | Centrocampista | Jaedyn Shaw     | 78' |
| 16          | Centrocampista | Rose Lavelle    |     |
| 22          | Centrocampista | Trinity Rodman  |     |
| 7           | Delantero      | Alex Morgan     | 46' |
| Entrenadora | Entrenadora    | Twila Kilgore   |     |

| 9  | Delantero      | Estefanía Palomar 36'  | 84' |
| 15 | Centrocampista | Maricel Pereyra 84'    |     |
| 2  | Defensa        | Adriana Sachs          | 84' |
| 8  | Centrocampista | Daiana Falfán 84'      |     |
| 18 | Defensa        | Celeste Dos Santos 84' |     |

| 11 | Delantero      | Sophia Smith      | 46' |
| 14 | Centrocampista | Emily Sonnett     | 46' |
| 23 | Defensa        | Emily Fox         | 61' |
| 3  | Defensa        | Jenna Nighswonger | 61' |
| 17 | Centrocampista | Sam Coffey        | 78' |

| Anotado         | 10' | Jaedyn Shaw   | 0:1 |
| Anotado         | 18' | Jaedyn Shaw   | 0:2 |
| Anotado         | 19' | Alex Morgan   | 0:3 |
| Anotado · Penal | 77' | Lindsey Horan | 0:4 |

| Amonestado | 45+5' | Miriam Mayorga |
| Amonestado | 66'   | Aldana Cometti |

| Amonestado | 58' | Jaedyn Shaw |

| Otorgado · Expulsado | 75' | Miriam Mayorga |

| Árbitra             | Marie-Soleil Beaudoin |
| Árbitras asistentes | Chantal Boudreau      |
| Árbitras asistentes | Gabrielle Lemieux     |
| Cuarta árbitra      | Carly Shaw-Maclaren   |
| VAR                 | Drew Fischer          |
| Adicional VAR       | Benjamín Pineda       |

| 12         | Guardameta     | Laurina Oliveros    |     |
| 4          | Defensa        | Julieta Cruz        | 84' |
| 14         | Defensa        | Miriam Mayorga      |     |
| 13         | Defensa        | Sophia Braun        |     |
| 6          | Defensa        | Aldana Cometti      |     |
| 3          | Defensa        | Eliana Stabile      |     |
| 7          | Centrocampista | Romina Núñez        |     |
| 5          | Centrocampista | Vanina Preininger   |     |
| 17         | Centrocampista | Camila Gómez Ares   | 84' |
| 19         | Centrocampista | Mariana Larroquette | 84' |
| 11         | Delantero      | Yamila Rodríguez    | 36' |
| Entrenador | Entrenador     | Germán Portanova    |     |

| 18          | Guardameta     | Casey Murphy    |     |
| 20          | Defensa        | Casey Krueger   | 61' |
| 4           | Defensa        | Naomi Girma     |     |
| 12          | Defensa        | Tierna Davidson |     |
| 19          | Defensa        | Crystal Dunn    | 61' |
| 10          | Centrocampista | Lindsey Horan   |     |
| 15          | Centrocampista | Korbin Albert   | 46' |
| 8           | Centrocampista | Jaedyn Shaw     | 78' |
| 16          | Centrocampista | Rose Lavelle    |     |
| 22          | Centrocampista | Trinity Rodman  |     |
| 7           | Delantero      | Alex Morgan     | 46' |
| Entrenadora | Entrenadora    | Twila Kilgore   |     |

| 9  | Delantero      | Estefanía Palomar 36'  | 84' |
| 15 | Centrocampista | Maricel Pereyra 84'    |     |
| 2  | Defensa        | Adriana Sachs          | 84' |
| 8  | Centrocampista | Daiana Falfán 84'      |     |
| 18 | Defensa        | Celeste Dos Santos 84' |     |

| 11 | Delantero      | Sophia Smith      | 46' |
| 14 | Centrocampista | Emily Sonnett     | 46' |
| 23 | Defensa        | Emily Fox         | 61' |
| 3  | Defensa        | Jenna Nighswonger | 61' |
| 17 | Centrocampista | Sam Coffey        | 78' |

| Anotado         | 10' | Jaedyn Shaw   | 0:1 |
| Anotado         | 18' | Jaedyn Shaw   | 0:2 |
| Anotado         | 19' | Alex Morgan   | 0:3 |
| Anotado · Penal | 77' | Lindsey Horan | 0:4 |

| Amonestado | 45+5' | Miriam Mayorga |
| Amonestado | 66'   | Aldana Cometti |

| Amonestado | 58' | Jaedyn Shaw |

| Otorgado · Expulsado | 75' | Miriam Mayorga |

| Árbitra             | Marie-Soleil Beaudoin |
| Árbitras asistentes | Chantal Boudreau      |
| Árbitras asistentes | Gabrielle Lemieux     |
| Cuarta árbitra      | Carly Shaw-Maclaren   |
| VAR                 | Drew Fischer          |
| Adicional VAR       | Benjamín Pineda       |

| Estadísticas      | Bandera de Argentina | Bandera de Estados Unidos |
| Tiros             | 3                    | 20                        |
| Tiros a puerta    | 1                    | 9                         |
| Faltas            | 12                   | 13                        |
| Saques de esquina | 1                    | 8                         |
| Penaltis          | 0                    | 1                         |
| Fueras de juego   | 1                    | 4                         |
| Posesión de balón | 38%                  | 62%                       |

#### Argentina vs. República Dominicana
| 26 de febrero de 2024, 16:00 | Argentina                                       | 3:0 (1:0)        | República Dominicana | Dignity Health Sports Park, Carson                                              |                                                                                 |
|                              | Ippólito 30' · Dos Santos 76' · Pereyra 90+4' · | Concacaf Reporte |                      | Asistencia: 4 100 espectadores Árbitra: Odette Hamilton VAR: Ekaterina Koroleva | Asistencia: 4 100 espectadores Árbitra: Odette Hamilton VAR: Ekaterina Koroleva |

| 12         | Guardameta     | Laurina Oliveros    |     |
| 7          | Defensa        | Romina Núñez        | 78' |
| 13         | Defensa        | Sophia Braun        |     |
| 6          | Defensa        | Aldana Cometti      |     |
| 3          | Defensa        | Eliana Stabile      |     |
| 5          | Centrocampista | Vanina Preininger   | 83' |
| 17         | Centrocampista | Camila Gómez Ares   | 65' |
| 10         | Centrocampista | Dalila Ippólito     |     |
| 11         | Centrocampista | Yamila Rodríguez    | 78' |
| 18         | Centrocampista | Celeste Dos Santos  |     |
| 19         | Delantero      | Mariana Larroquette | 82' |
| Entrenador | Entrenador     | Germán Portanova    |     |

| 20         | Guardameta     | Paloma Peña       |       |
| 4          | Defensa        | Giovanna Dionicio |       |
| 16         | Defensa        | Renata Mercedes   |       |
| 19         | Defensa        | Gabriella Cuevas  |       |
| 22         | Defensa        | Brianne Reed      |       |
| 5          | Defensa        | Nadia Colón       | 87'   |
| 7          | Centrocampista | Winibian Peralta  |       |
| 21         | Centrocampista | Jaylen Vallecillo | 46'   |
| 10         | Centrocampista | Vanessa Kara      | 66'   |
| 14         | Delantero      | Lucía León        | 87'   |
| 9          | Delantero      | Mía Asenjo        | 90+3' |
| Entrenador | Entrenador     | Henry Parra       |       |

| 15 | Centrocampista | Maricel Pereyra   | 65' |
| 4  | Defensa        | Julieta Cruz      | 78' |
| 20 | Delantero      | Chiara Singarella | 78' |
| 9  | Delantero      | Estefanía Palomar | 82' |
| 8  | Centrocampista | Daiana Falfán     | 83' |

| 15 | Centrocampista | Kat González    | 46'   |
| 17 | Delantero      | Jazmin Jackson  | 66'   |
| 13 | Centrocampista | Keisla Gil      | 87'   |
| 2  | Defensa        | Alexa Pacheco   | 87'   |
| 23 | Delantero      | Angelina Vargas | 90+3' |

| Anotado | 30'   | Dalila Ippólito    | 1:0 |
| Anotado | 76'   | Celeste Dos Santos | 2:0 |
| Anotado | 90+4' | Maricel Pereyra    | 3:0 |

| Amonestado | 48' | Yamila Rodríguez  |
| Amonestado | 88' | Estefanía Palomar |

| Árbitra             | Odette Hamilton         |
| Árbitras asistentes | Stephanie-Dale Yee Sing |
| Árbitras asistentes | Carissa Douglas         |
| Cuarta árbitra      | Carly Shaw-MacLaren     |
| VAR                 | Ekaterina Koroleva      |
| Adicional VAR       | Benjamín Pineda         |

| 12         | Guardameta     | Laurina Oliveros    |     |
| 7          | Defensa        | Romina Núñez        | 78' |
| 13         | Defensa        | Sophia Braun        |     |
| 6          | Defensa        | Aldana Cometti      |     |
| 3          | Defensa        | Eliana Stabile      |     |
| 5          | Centrocampista | Vanina Preininger   | 83' |
| 17         | Centrocampista | Camila Gómez Ares   | 65' |
| 10         | Centrocampista | Dalila Ippólito     |     |
| 11         | Centrocampista | Yamila Rodríguez    | 78' |
| 18         | Centrocampista | Celeste Dos Santos  |     |
| 19         | Delantero      | Mariana Larroquette | 82' |
| Entrenador | Entrenador     | Germán Portanova    |     |

| 20         | Guardameta     | Paloma Peña       |       |
| 4          | Defensa        | Giovanna Dionicio |       |
| 16         | Defensa        | Renata Mercedes   |       |
| 19         | Defensa        | Gabriella Cuevas  |       |
| 22         | Defensa        | Brianne Reed      |       |
| 5          | Defensa        | Nadia Colón       | 87'   |
| 7          | Centrocampista | Winibian Peralta  |       |
| 21         | Centrocampista | Jaylen Vallecillo | 46'   |
| 10         | Centrocampista | Vanessa Kara      | 66'   |
| 14         | Delantero      | Lucía León        | 87'   |
| 9          | Delantero      | Mía Asenjo        | 90+3' |
| Entrenador | Entrenador     | Henry Parra       |       |

| 15 | Centrocampista | Maricel Pereyra   | 65' |
| 4  | Defensa        | Julieta Cruz      | 78' |
| 20 | Delantero      | Chiara Singarella | 78' |
| 9  | Delantero      | Estefanía Palomar | 82' |
| 8  | Centrocampista | Daiana Falfán     | 83' |

| 15 | Centrocampista | Kat González    | 46'   |
| 17 | Delantero      | Jazmin Jackson  | 66'   |
| 13 | Centrocampista | Keisla Gil      | 87'   |
| 2  | Defensa        | Alexa Pacheco   | 87'   |
| 23 | Delantero      | Angelina Vargas | 90+3' |

| Anotado | 30'   | Dalila Ippólito    | 1:0 |
| Anotado | 76'   | Celeste Dos Santos | 2:0 |
| Anotado | 90+4' | Maricel Pereyra    | 3:0 |

| Amonestado | 48' | Yamila Rodríguez  |
| Amonestado | 88' | Estefanía Palomar |

| Árbitra             | Odette Hamilton         |
| Árbitras asistentes | Stephanie-Dale Yee Sing |
| Árbitras asistentes | Carissa Douglas         |
| Cuarta árbitra      | Carly Shaw-MacLaren     |
| VAR                 | Ekaterina Koroleva      |
| Adicional VAR       | Benjamín Pineda         |

| Estadísticas      | Bandera de Argentina | Bandera de la República Dominicana |
| Tiros             | 29                   | 2                                  |
| Tiros a puerta    | 10                   | 2                                  |
| Faltas            | 19                   | 8                                  |
| Saques de esquina | 6                    | 0                                  |
| Penaltis          | 0                    | 0                                  |
| Fueras de juego   | 1                    | 3                                  |
| Posesión de balón | 73%                  | 27%                                |

### Cuartos de final

#### Brasil vs. Argentina
| 2 de marzo de 2024, 19:15 | Brasil                                                   | 5:1 (2:0)        | Argentina      | BMO Stadium, Los Ángeles                                                  |                                                                           |
|                           | Yaya 19' · Yasmim 36' · Zaneratto 54', 90+5' · Nunes 62' | Concacaf Reporte | Dos Santos 82' | Asistencia: 2 824 espectadores Árbitra: Myriam Marcotte VAR: Drew Fischer | Asistencia: 2 824 espectadores Árbitra: Myriam Marcotte VAR: Drew Fischer |

| 1          | Guardameta     | Luciana       |     |
| 2          | Defensa        | Antônia       |     |
| 5          | Defensa        | Thais         |     |
| 4          | Defensa        | Rafaelle      | 68' |
| 18         | Centrocampista | Gabi Portilho | 63' |
| 10         | Centrocampista | Bia Zaneratto |     |
| 6          | Centrocampista | Yasmim        |     |
| 16         | Centrocampista | Vitória Yaya  | 78' |
| 21         | Centrocampista | Duda Santos   |     |
| 20         | Delantero      | Duda Sampaio  | 64' |
| 9          | Delantero      | Gabi Nunes    | 64' |
| Entrenador | Entrenador     | Arthur Elias  |     |

| 12         | Guardameta     | Laurina Oliveros    |     |
| 4          | Defensa        | Julieta Cruz        |     |
| 14         | Defensa        | Miriam Mayorga      |     |
| 13         | Defensa        | Sophia Braun        |     |
| 6          | Defensa        | Aldana Cometti      | 58' |
| 3          | Defensa        | Eliana Stabile      |     |
| 5          | Centrocampista | Vanina Preininger   | 75' |
| 18         | Centrocampista | Celeste Dos Santos  |     |
| 10         | Centrocampista | Dalila Ippólito     | 87' |
| 19         | Delantero      | Mariana Larroquette | 75' |
| 7          | Delantero      | Romina Núñez        | 46' |
| Entrenador | Entrenador     | Germán Portanova    |     |

| 11 | Delantero      | Adriana       | 63' |
| 19 | Delantero      | Geyse         | 64' |
| 8  | Centrocampista | Ary Borges    | 64' |
| 17 | Centrocampista | Aline Milene  | 68' |
| 15 | Centrocampista | Julia Bianchi | 78' |

| 11 | Delantero      | Yamila Rodríguez   | 46' |
| 17 | Centrocampista | Camila Gómez Ares  | 58' |
| 15 | Centrocampista | Maricel Pereyra    | 75' |
| 21 | Defensa        | Catalina Roggerone | 75' |
| 9  | Delantero      | Estefanía Palomar  | 87' |

| Anotado | 19'   | Vitória Yaya  | 1:0 |
| Anotado | 36'   | Yasmin        | 2:0 |
| Anotado | 54'   | Bia Zaneratto | 3:0 |
| Anotado | 62'   | Gabi Nunes    | 4:0 |
| Anotado | 90+5' | Bia Zaneratto | 5:1 |

| Anotado | 81' | Celeste Dos Santos | 4:1 |

| Amonestado | 14' | Rafaelle |

| Amonestado | 51' | Julieta Cruz |

| Árbitra             | Myriam Marcotte     |
| Árbitras asistentes | Marie-Han Chretien  |
| Árbitras asistentes | Melissa Snedden     |
| Cuarta árbitra      | Carly Shaw-MacLaren |
| VAR                 | Drew Fischer        |
| Adicional VAR       | Chantal Boudreau    |

| 1          | Guardameta     | Luciana       |     |
| 2          | Defensa        | Antônia       |     |
| 5          | Defensa        | Thais         |     |
| 4          | Defensa        | Rafaelle      | 68' |
| 18         | Centrocampista | Gabi Portilho | 63' |
| 10         | Centrocampista | Bia Zaneratto |     |
| 6          | Centrocampista | Yasmim        |     |
| 16         | Centrocampista | Vitória Yaya  | 78' |
| 21         | Centrocampista | Duda Santos   |     |
| 20         | Delantero      | Duda Sampaio  | 64' |
| 9          | Delantero      | Gabi Nunes    | 64' |
| Entrenador | Entrenador     | Arthur Elias  |     |

| 12         | Guardameta     | Laurina Oliveros    |     |
| 4          | Defensa        | Julieta Cruz        |     |
| 14         | Defensa        | Miriam Mayorga      |     |
| 13         | Defensa        | Sophia Braun        |     |
| 6          | Defensa        | Aldana Cometti      | 58' |
| 3          | Defensa        | Eliana Stabile      |     |
| 5          | Centrocampista | Vanina Preininger   | 75' |
| 18         | Centrocampista | Celeste Dos Santos  |     |
| 10         | Centrocampista | Dalila Ippólito     | 87' |
| 19         | Delantero      | Mariana Larroquette | 75' |
| 7          | Delantero      | Romina Núñez        | 46' |
| Entrenador | Entrenador     | Germán Portanova    |     |

| 11 | Delantero      | Adriana       | 63' |
| 19 | Delantero      | Geyse         | 64' |
| 8  | Centrocampista | Ary Borges    | 64' |
| 17 | Centrocampista | Aline Milene  | 68' |
| 15 | Centrocampista | Julia Bianchi | 78' |

| 11 | Delantero      | Yamila Rodríguez   | 46' |
| 17 | Centrocampista | Camila Gómez Ares  | 58' |
| 15 | Centrocampista | Maricel Pereyra    | 75' |
| 21 | Defensa        | Catalina Roggerone | 75' |
| 9  | Delantero      | Estefanía Palomar  | 87' |

| Anotado | 19'   | Vitória Yaya  | 1:0 |
| Anotado | 36'   | Yasmin        | 2:0 |
| Anotado | 54'   | Bia Zaneratto | 3:0 |
| Anotado | 62'   | Gabi Nunes    | 4:0 |
| Anotado | 90+5' | Bia Zaneratto | 5:1 |

| Anotado | 81' | Celeste Dos Santos | 4:1 |

| Amonestado | 14' | Rafaelle |

| Amonestado | 51' | Julieta Cruz |

| Árbitra             | Myriam Marcotte     |
| Árbitras asistentes | Marie-Han Chretien  |
| Árbitras asistentes | Melissa Snedden     |
| Cuarta árbitra      | Carly Shaw-MacLaren |
| VAR                 | Drew Fischer        |
| Adicional VAR       | Chantal Boudreau    |

| Estadísticas      | Bandera de Brasil | Bandera de Argentina |
| Tiros             | 25                | 6                    |
| Tiros a puerta    | 12                | 3                    |
| Faltas            | 16                | 11                   |
| Saques de esquina | 5                 | 2                    |
| Penaltis          | 0                 | 0                    |
| Fueras de juego   | 4                 | 2                    |
| Posesión de balón | 56%               | 44%                  |